# تاکایوکی تاکایاسو
تاکایوکی تاکایاسو (ژاپنی: 高安 孝幸؛ زادهٔ ۲۵ سپتامبر ۲۰۰۱) یک بازیکن فوتبال اهل ژاپن است.
از باشگاه‌هایی که در آن بازی کرده‌است می‌توان به باشگاه فوتبال زویگن کانازاوا اشاره کرد.